# شنگژو
شنگژو (به لاتین: Shengzhou) یک منطقهٔ مسکونی در چین است که در شاوشینگ واقع شده‌است. شنگژو ۱٬۷۸۹٫۰۷ کیلومتر مربع مساحت و ۶۷۵٬۲۲۶ نفر جمعیت دارد.